# Neko Case
Pour les articles homonymes, voir Case (homonymie).
 (décembre 2024).
Si vous disposez d'ouvrages ou d'articles de référence ou si vous connaissez des sites web de qualité traitant du thème abordé ici, merci de compléter l'article en donnant les références utiles à sa vérifiabilité et en les liant à la section « Notes et références ».
En pratique : Quelles sources sont attendues ? Comment ajouter mes sources ?
Neko Case (née le 8 septembre 1970 à Alexandria, dans l'État de Virginie) est une chanteuse de country alternative américaine célèbre tout autant pour sa carrière en solo que pour ses contributions au sein du groupe de rock-indépendant The New Pornographers. Elle s'est produite durant de nombreuses années avec son groupe Neko Case & Her Boyfriends avant de commencer une carrière solo.
Si Case écrit elle-même la plupart de ses textes, elle emprunte également une partie de son répertoire à des figures majeures de la musique aussi diverses que Bob Dylan, Neil Young, Hank Williams, The Sparks, Tom Waits ou encore Queen.

## Biographie
Née aux États-Unis de parents d'origine ukrainienne, elle passe ses premières années d'une ville à l'autre, son père étant membre de l'US Air Force. La famille s'installe finalement dans l'ouest du pays, à Tacoma, une ville de l'État de Washington. Elle quitte le domicile familial à l'âge de quinze ans.
En 1994, elle s'installe au Canada, à Vancouver, où elle décide de s'inscrire à la Emily Carr University of Art and Design. En dehors des cours, elle ne tarde pas à laisser libre cours à son goût pour la musique en accompagnant à la batterie divers groupes locaux tels que Del Logs, The Propanes, The Weasles, Maow ou encore Cub (qui voit débuter également Robynn Iwata du groupe I Am Spoonbender). Tous ces groupes jouent de la musique punk, à l'exception de Cub et de The Weasles que Case décrira plus tard comme des « supergroupes de Country ». Dès lors, son goût pour ce genre musical va croissant et il ne faut guère que trois ans pour que sorte son premier album avec son groupe « Neko Case & Her Boyfriends », The Virginian. Ce premier opus est marqué par la présence d'œuvres originales mais aussi de reprises de chansons de Ernest Tubb, de Loretta Lynn mais aussi du titre « Misfire » de Queen. Les critiques accueillent favorablement ce premier album et comparent Neko Case aux pionniers du Honky Tonk et du Rockabilly.
En 1998, elle obtient sa licence en Beaux-Arts et doit peu après se préparer à rentrer aux États-Unis, son visa d'étudiant arrivant à expiration. Avant de partir pour Seattle, Case enregistre les parties vocales de plusieurs chansons. Celles-ci se retrouvent sur le premier album du groupe The New Pornographers, Mass Romantic, sorti le 28 novembre 2000. Contre toute attente, l'album rencontre un grand succès, déterminant ses membres à envisager la création d'un second album.
Le 22 février 2000, Case sort son second album avec « Her Boyfriends », Furnace Room Lullaby, qui introduit les premiers éléments du « Country noir » que l'artiste développera plus avant durant sa carrière solo. Certaines pistes de l'album sont utilisées pour la bande son du film de Sam Raimi Intuitions ainsi que pour le film The Slaughter Rule, sorti en salles en 2002.
Dans le même temps, Case chante en duo avec son amie la chanteuse canadienne Carolyn Mark. Toutes deux se produisent de temps à autre sous le nom de « The Corn Sister » et produisent ensemble un premier disque (suivi de deux autres), The Other Women, qui sort le 28 novembre 2000. Quelques semaines plus tard, Case décide de partir s'installer à Chicago, ville qu'elle juge plus accueillante pour les artistes. C'est dans cette ville qu'elle débute véritablement sa carrière solo, enregistrant un EP de huit titres intitulé Canadian Amp qu'elle produit sous son propre label. Ce dernier sort en 2001 et intègre notamment des reprises de chansons de Neil Young ou de Hank Williams.
Peu après la sortie de ce disque, elle s'attèle à la création d'un nouvel album. Intitulé Blacklisted, celui-ci est enregistré en studio à Tucson, en Arizona, et sort le 20 août 2002. Certaines rumeurs n'ont pas tardé à circuler quant au choix du titre de l'album (liste noire en français), certains y voyant une référence au bannissement de la chanteuse du Grand Ole Opry le 4 août 2001 pour avoir publiquement retiré sa chemise, mais cette version a toujours été démentie par l'artiste. L'album, quant à lui, est un succès. Sur les quatorze titres qu'il comporte, la majeure partie est composée de chansons originales, mais l'on note quelques reprises dont notamment une version de Running Out Of Fools d'Aretha Franklin. Concernant cet album, Case cite comme références le cinéaste David Lynch, le compositeur Angelo Badalamenti mais aussi la bande son du film Dead Man, composée par Neil Young.
Au mois d'avril 2003, Neko Case est élue « Sexiest babe of the indie rock » lors d'une consultation organisée par le site internet du magazine Playboy. Sollicitée pour poser nue dans la revue, elle a cependant décliné cette offre.
Le second album de The New Pornographers, Electric Version, sort le 6 mai 2003. Case y interprète quelques chansons et participe à la tournée du groupe. Elle renouvelle l'expérience lors de la sortie du troisième opus du groupe, Twin Cinema, sorti le 23 août 2005. Elle est ainsi l'interprète principale de deux pistes de l'album, « The Bones of an Idol » et « These Are The Fables ».
Le 7 mars 2006, Case sort un nouvel album solo, Fox Confessor Brings the Flood. Les critiques saluent la performance et l'album caracole en tête des ventes du site Amazon, prenant par ailleurs place à la 54e place du Billboard Top 200.
Le 3 mars 2009, elle sort un nouvel album intitulé Middle Cyclone qui se classe d'emblée en 3e place dans les charts du magazine Billboard. En septembre 2013 paraît l'album The Worse Things Get, the Harder I Fight, the Harder I Fight, the More I Love You. Il a été nommé lors des Grammy Awards dans la catégorie Meilleur album de musique alternative mais n'a pas remporté la récompense.
En juin 2016, Neko Case, k. d. lang et Laura Veirs livrent le fruit de leur collaboration avec l'album case/lang/veirs. Un nouvel album solo, intitulé Hell-On, est annoncé pour le 1er juin 2018.

## Discographie

### En solo
- The Virginian (avec Her Boyfriends) (CA: Mint Records; US: Bloodshot Records, 1997)
- Furnace Room Lullaby] (avec Her Boyfriends) (CA: Mint Records; US: Bloodshot Records, 2000)
- Canadian Amp (EP) (Lady Pilot, 2001)
- Blacklisted (CA: Mint Records; US: Bloodshot Records; EU: Matador Records, 2002)
- The Tigers Have Spoken (CA: Mint Records; US: Anti- Records, 2004)
- Fox Confessor Brings the Flood (US: Anti- Records, 2006)
- Middle Cyclone (2009)
- The Worse Things Get, the Harder I Fight, the Harder I Fight, the More I Love You (2013)
- Hell-On (2018)
- Neon Grey Midnight Green (2025)

### Avec Maow
- I Ruv Me Too (7" EP) (US: Twist Like This Records, 1995)
- Unforgiving Sounds of Maow (CA: Mint Records, 1996)

### Avec The Corn Sisters
- The Other Women (CA: Mint Records, 2000)

### AvecThe New Pornographers
- Mass Romantic (CA: Mint Records; US & EU: Matador Records, 2000)
- Electric Version (CA: Mint Records; US & EU: Matador Records, 2003)
- Twin Cinema (CA: Mint Records; US & EU: Matador Records, 2005)
- Challengers (Matador Records, 2007)
- Brill Bruisers (Matador Records, 2014)
- Whiteout Conditions (Concord Music Group, 2017)

### Avec The Sadies
- Make Your Bed/Gunspeak/Little Sadie (7") (US: Bloodshot Records, 1998)
- My '63 / Highway 145 (by Whiskeytown) (Split 7") (US: Bloodshot Records BS 037, 1998)

### Aveck.d. langetLaura Veirs
- case/lang/veirs (2016)